# Ngọc Vân
Ngọc Vân là một xã thuộc huyện Tân Yên, tỉnh Bắc Giang, Việt Nam.
Xã Ngọc Vân có diện tích 11,18 km², dân số năm 1999 là 8078 người, mật độ dân số đạt 723 người/km².